# Hermannstraße
Hermannstraße – ulica w Berlinie, w Niemczech, w dzielnicy Neukölln, w okręgu administracyjnym Neukölln. Została wytyczona ok. 1875, liczy 2,49 km.
Przy ulicy znajduje się stacja kolejowa Berlin Hermannstraße.